# NGC 284
NGC 284 (други обозначения – MCG −2-3-33, NPM1G −13.0035, PGC 3132) е елиптична галактика (E) в съзвездието Кит.
Обектът присъства в оригиналната редакция на „Нов общ каталог“.
Галактиката (заедно с NGC 285, NGC 286 и още няколко галактики) влиза в групата галактики USGC S031, която, на свой ред, влиза в групата галактики S85542.